# Llista de jaciments arqueològics de l'Alt Penedès
Aquests són uns dels jaciments arqueològics principals de la comarca de l'Alt Penedès:
| Nom                               | Municipi                  |
| --------------------------------- | ------------------------- |
| Cal Bitxo                         | Subirats                  |
| Cal Maiol                         | Olèrdola                  |
| Cal Pastor                        | Vilobí del Penedès        |
| Camí del Torró                    | Sant Pere de Riudebitlles |
| Jaciment arqueològic de Camp Gran | Vilafranca del Penedès    |
| Camí del Forn Teuler              | Pontons                   |
| Can Costella                      | Sant Quintí de Mediona    |
| Can Gustems                       | Subirats                  |
| Les Clotes                        | Les Cabanyes              |
| Corral del Martí                  | Sant Pere de Riudebitlles |
| Cova de la Guineu                 | Font-rubí                 |
| Cova del Pi d'en Barba            | Sant Cugat Sesgarrigues   |
| Jaciment arqueològic de les Deus  | Mediona                   |
| Font del Cargol                   | Torrelavit                |
| Font del Torró                    | Sant Pere de Riudebitlles |
| la Masia                          | Sant Pere de Riudebitlles |
| Molí de l'Horta                   | Torrelles de Foix         |
| Oliverar de Can Querol            | Sant Pere de Riudebitlles |
| els Plans                         | Torrelavit                |
| Pont Nou                          | Sant Pere de Riudebitlles |
| Puig de les Forques               | Sant Pere de Riudebitlles |
| Sant Jaume                        | Les Cabanyes              |
| Quatre Camins                     | Sant Pere de Riudebitlles |
| Sant Pau Inferior                 | Pacs del Penedès          |
| Sant Pau i Sant Jaume             | Pacs del Penedès          |
| Vinya del Catxo                   | Vilafranca del Penedès    |
| Vinya del Rec                     | Vilafranca del Penedès    |
| Vinyes de la Masia Via            | Vilobí del Penedès        |